# 林靜芸
林靜芸（1950年—），生於臺灣臺中市，整形外科醫師。現為聯合整形外科診所所長。

## 生平
- 1968年，考上國立臺灣大學醫學院。[1]
- 1975年，從台大醫學院畢業，獲得外科專科醫師資格。[2]
- 1982年，當選中華民國第九屆十大傑出女青年。[3]
- 2007年，擔任台灣美容外科醫學會第七屆理事長。[4]

## 爭議
- 2005年，藝人白冰冰召開記者會，稱其姪女嘉嘉，接受林靜芸雙眼皮整形手術後，手術失敗，指控林靜芸沒有醫德，不聞不問，要求賠償。林靜芸診所未做出公開回應[5]。

### 違法隆乳
- 在衛生署核可前，使用果凍矽膠為九名病人隆乳，遭檢方起訴。一審被依違反《藥事法》處一年徒刑。2012年，最高法院依違反《藥事法》的販賣非法輸入之醫療器材罪將她判刑8月，緩刑3年，緩刑期間付保護管束，並於2年內提供120小時的義務勞務，全案確定[6][7]。

## 相關著作
- 《美容手術檯》（遠流，1996 年）
- 《創造你要的美麗：安全整形必備手冊》（方智，1997年）
- 《雕琢人生:台灣第一位外科女醫師林靜芸》（時報出版，2000年，個人傳記，作者：夏珍）
- 《不老的幸福：活得健康熱情不顯老》（寶瓶文化，2016年）
- 《不老的挑戰》:創造超脫年歲的樂活自在（寶瓶文化，2022年）

## 家庭
其夫為林芳郁，子為台灣大哥大總經理林之晨，女為整形外科醫師林之昀。
其父林秋江，為林大全之子，日治時期生於台灣台中，出身台中公館望族。中學就讀台中二中，畢業後赴日本，就讀松本高校。之後考取東京帝國大學醫學院，畢業後成為一名外科醫師。其母陳淑惠，為陳水潭之女，畢業於日本昭和女子大學家政系。林靜芸為長女，其兄林愷碩，其弟林于昉。

## 外部連結
- 林靜芸在「UDN 元氣網」專欄 （页面存档备份，存于）